# Leopold Lindtberg
Leopold Lindtberg, nato Leopold Lemberger (Vienna, 1º giugno 1902 – Sils im Engadin, 18 aprile 1984), è stato un regista austriaco, attivo in ambito teatrale e cinematografico.
Lavorò in Svizzera, dove si era trasferito dopo la salita al potere in Germania dei nazionalsocialisti.

## Biografia
Attore teatrale dal 1924 e regista dal 1926, nel 1933 si trasferì in Svizzera per l'avvento del nazismo. Tra le sue regie teatrali si ricordano Madre coraggio (1941) e Requiem per una monaca (1955).
Nel 1945 diresse il film L'ultima speranza, la storia di un gruppo di persone che, durante la seconda guerra mondiale, cerca di attraversare le Alpi per rifugiarsi in Svizzera. Il film vinse nel 1946 il Prix International de la Paix al festival di Cannes e, nel 1947, il Golden Globe.
Diresse anche Quattro in una jeep  , film vincitore dell'Orso d'Oro al Festival di Berlino, presentato in concorso anche al 4º Festival di Cannes.
Nel 1955, iniziò a lavorare per la televisione, dirigendo numerosi film, spesso trasposizioni di opere teatrali per il piccolo schermo ma anche un paio di episodi della serie poliziesca L'ispettore Derrick. In ambito teatrale, dal 1965 al 1968 diresse lo Schauspielhaus di Zurigo.

## Filmografia

### Regista
- Quando due litigano  (Wenn zwei sich streiten) (1932)
- Jä-soo! , co-regia di Walter Lesch (1935)
- Füsilier Wipf , co-regia di Hermann Haller (1938)
- Der schönste Tag meines Lebens
- Wachtmeister Studer (1939)
- Lettere d'amore smarrite (Die mißbrauchten Liebesbriefe) (1940)
- Der Schuß von der Kanzel (1942)
- Il landamano Stauffacher (Landammann Stauffacher) (1942)
- Maria Luisa (Marie-Louise ), co-regia di (non accreditati) Hermann Haller e Franz Schnyder (1944)
- L'ultima speranza (Die letzte Chance) (1945)
- Il regno di Matto (Matto regiert) (1947)
- Swiss Tour (1950)
- Quattro in una jeep  (Die Vier im Jeep), co-regia di Elizabeth Montagu (1951)
- I figli della tempesta (Sie fanden eine Heimat) (1953)
- Lumpazivagabundus, co-regia di Erich Neuberg - film tv (1962)
- Nathan der Weise, co-regia di Hermann Lanske - film tv (1964)
- Der Marquis von Keith - film tv (1985)